# فورت گود هوپ
فورت گود هوپ (به انگلیسی: Fort Good Hope) یک منطقهٔ مسکونی در کانادا است که در قلمروهای شمال غرب واقع شده‌است. فورت گود هوپ ۵۱۵ نفر جمعیت دارد و ۲۶۸ متر بالاتر از سطح دریا واقع شده‌است.